# Phenacolepas malonei
Phenacolepas malonei is een slakkensoort uit de familie van de Phenacolepadidae. De wetenschappelijke naam van de soort is voor het eerst geldig gepubliceerd in 1912 door Vanatta.